# Aulacocyclus zangi
Aulacocyclus zangi is een keversoort uit de familie Passalidae. De wetenschappelijke naam van de soort is voor het eerst geldig gepubliceerd in 1935 door Dibb.